# Centre de recherches sur la Corée
Le Centre de recherches sur la Corée (abrégé CRC, appelé aussi Centre Corée) est un centre de recherche et d'enseignement français créé en 1989 sur la thématique de la Corée, de la Corée du Sud et la Corée du Nord. Le centre est spécialisé dans les sciences sociales.

## Historique

### Création
Le centre a été créé en 1989, à l'initiative de Bertrang Chung avec l'appui de Denys Lombard, sous le nom de « Groupe de recherches sur l'économie et la société de la Corée » (GRESCO). Dès le début, Il a été un centre de recherche et d'enseignement,.
Au début de son histoire, le centre a été axé sur les questions touchant à la Corée et aux thématiques économiques et politiques.
Depuis sa création (ou en 1998 ?), le CRC est rattaché à l'EHESS.
Les recherches sur la Corée du Nord ont commencé dans le milieu des années 2000.

### Transformation en CRC
En 1998, la structure se transforme pour devenir le « Centre de recherches sur la Corée » avec l'aide de la Korea Foundation. Avec cette transformation le centre s'est ouvert aux disciplines de sciences sociales, notamment l'histoire, la géographie et l'anthropologie,.

### Réseaux des études sur la Corée
Le CRC a fondé avec d'autres organisations le « Réseau des études sur la Corée ».

### UMR Chine Corée Japon
En 2006, le CRC est devenu une unité de l'« UMR 8173 Chine Corée Japon » au côté du Centre d’études sur la Chine moderne et contemporaine (CECMC) et du Centre de recherches sur le Japon (CRC). L'UMR est lui-même placé sous la tutelle du CNRS, de l'EHESS,.
Cette UMR, dont le CRC fait partie intégrante, possède une réputation et un rayonnement international.

### Nom
Le centre est créé en 1989 sous le nom de « Groupe de recherches sur l'économie et la société de la Corée », puis il est renommé en 1998 ou 1999 sous son nom actuel de « Centre de recherches sur la Corée ».

## Activités
Le CRC organise des conférences et des séminaires de recherche,.

### Fonds documentaire
Le fonds documentaire a été constitué dès la création du centre. Il est constitué de 10000 ouvrages, 270 périodiques, 676 films, 65 cartes géogréphiques,,, et se situait à la Maison de l'Asie, avant de déménager au GED. La bibliothèque du CRC est associé à la BULAC,. Le CRC a transféré sa collection en 2021 au Grand Équipement Documentaire (GED) du Campus Condorcet avec le déménagement de l'EHESS dans ce campus.

## Organisation
Le centre est composé d'environ 10 chercheurs à temps plein et 20 doctorants.

### Directeur
- Isabelle Sancho, directrice[3]
- Valérie Gelézeau, directrice[19],[20],[21]
- Alain Delissen, directeur[22]

## Publications
- Archives ouvertes du Centre de Recherches sur la Corée